# Kvantumoptika
A kvantumoptika az optika azon ága, mely a fény egyes kvantumjaival, a fotonokkal és azok atomokkal és molekulákkal való kölcsönhatásaival foglalkozik. Tartalmazza a fotonok részecskeszerű tulajdonságainak tanulmányozását. A fotonokat a kvantummechanika becsléseinek, például az összefonódás és a teleportáció tanulmányozására használják, és hasznos erőforrás a kvantum-információfeldolgozáshoz.

## Története
Egy korlátozott térrészben terjedő fény energiája és lendülete kvantált. A kvantumoptika a fény kvantált fotonokkénti természetét és hatásait kutatja. Az első fő előrehaladás ennek megértéséhez a feketetest-sugárzás helyes modellezése volt Max Planck által 1899-ben annak feltételezésével, hogy a fény diszkrét energiaegységekben bocsátódik ki. A fényelektromos jelenség a kvantáltság további magyarázata volt, ahogy Albert Einstein 1905-ös tanulmányában megmagyarázta, 1921-ben ezért kapta a Nobel-díjat. Niels Bohr megmutatta, hogy az optikai sugárzás kvantáltsága az atomok kvantált energiaszintjeinek, különösen a hidrogén emissziójának felel meg. A fény és az anyag kölcsönhatásának megértése e fejlesztések után fontos volt magának a kvantummechanikának az előrelépése szempontjából. Ugyanakkor a kvantummechanika alterületei a fény–anyag kölcsönhatásokat alapvetően inkább az anyag felől kutatták, nem pedig a fény felől, ezért beszélhettünk atomfizikáról és kvantumelektronikáról. A lézertudomány – azaz a lézerek elvének, tervezésének és alkalmazásának kutatása – fontos területté vált.

Példaértékek a fotoelektromos hatás és a beérkező foton energiájának kapcsolatának leírására. A bal oldali 1,77 eV energiájú fotonnak nincs elég energiája egy elektron eltávolítására a fémből.

A hullám-részecske kettősséggel, melyet Louis de Broglie 1924-es disszertációjában bemutatott, egyértelművé vált, hogy a fényre vonatkozó kvantummechanikai törvények az elektronokra és általában az anyagokra is igazak. Ezzel együtt a kvantummechanika különböző matematikai leírásai, például a Schrödinger-, Heisenberg- és Dirac-leírások a fotonokra is felhasználhatók. A fényhullámok interferenciája ezzel együtt kvantummechanikailag leírható lett valószínűségi amplitúdókkal.
Mivel a lézertudományhoz jó elméleti alapok kellettek, és mivel ezek kutatása hamar sikeresnek bizonyult, a kvantumoptika iránti érdeklődés nőtt. Dirac kvantummező-elmélet terén alkotott munkáját követően John R. Klauder, George Sudarshan, Roy J. Glauber és Leonard Mandel az elektromágneses mezőre is alkalmazták a kvantumelméletet az 1950-es és 1960-as években a fotodetekció és a fény statisztikájának jobb megismerése végett. Ez vezetett a koherens állapot fogalmának bevezetéséhez, ami a lézerfény, termikus fény, egzotikus összenyomott állapotok stb. eltéréseit simította el, ugyanis egyértelművé vált, hogy a fényt nem lehet kizárólag a hullámokat a klasszikus mechanikában leíró elektromágneses mezőkkel leírni. 1977-ben Kimble és társai leírtak egyetlen atomot, amint egyszerre egy fotont bocsát ki, megerősítve, hogy a fény fotonokból áll. A fény korábban ismeretlen, a klasszikus állapotokra jellemzőktől eltérő jellemzőkkel rendelkező kvantumállapotait, például az összenyomott fényt később szintén felfedezték.
A Q-csere- és módzárás-technológia által létrehozott rövid és ultrarövid lézerimpulzusok fejlődése lehetővé tette az ultragyors folyamatok tanulmányozását. A szilárdtest-kutatás alkalmazásait (például Raman-spektroszkópia) felismerték, és a fény anyagra ható erőit tanulmányozták. Utóbbi atomfelhők és kis biológiai minták optikai csapdában való levitációjához és elhelyezéséhez vezetett. Ez, kiegészítve a Doppler- és Sisyphus-hűtéssel, fontos volt a Bose–Einstein-kondenzátum létrehozásához.
További fontos eredmények például a kvantum-összefonódás bemutatása, a kvantumteleportáció és a kvantumlogikai kapuk. Utóbbiak a kvantum-információelméletben, egy részben a kvantumoptikából, részben az elméleti informatikából létrejött területben fontosak.
A kvantumoptika manapság leginkább tanulmányozott kutatási területei közé tartozik a parametrikus lekonvertálás, parametrikus oszcilláció, még rövidebb (attoszekundumos) fényimpulzusok, a kvantumoptika kvantumszámítógépekben való használata, egyes atomok módosítása, Bose–Einstein-kondenzátumok, azok alkalmazása, és hogy lehet módosítani (atomoptika), koherens tökéletes elnyelők stb. A kvantumoptika területeit, különösen a mérnöki és technológiai innováció terén alkalmazottakat, gyakran fotonikának nevezik.
Számos Nobel-díjat osztottak ki a kvantumoptikában elért eredményekért:
- 2022-ben Alain Aspect, John Clauser és Anton Zeilinger „összefonódott fotonokkal való kísérleteiért, a Bell-egyenlőtlenségek megsértésének magyarázatáért és a kvantuminformatika segítéséért”.[4]
- 2012-ben Serge Haroche és David J. Wineland „különálló kvantumrendszerek mérését és módosítását lehetővé tevő kísérleti módszereikért”.[5]
- 2005-ben Theodor W. Hänsch, Roy J. Glauber és John L. Hall[6]
- 2001-ben Wolfgang Ketterle, Eric Allin Cornell és Carl Wieman[7]
- 1997-ben Steven Chu, Claude Cohen-Tannoudji és William Daniel Phillips[8]

## Fogalmak
A kvantumelmélet szerint a fény nemcsak elektromágneses hullámként fogható fel, hanem c-vel haladó fotonok áramaként is. E részecskékre nem úgy kell tekinteni, mint például a klasszikus biliárdgolyókra, hanem mint véges térrészen át terjedő hullámfüggvény által leírt részecskékre.
Minden foton egy hf nagyságú energiakvantumot hordoz, ahol h a Planck-állandó, és f a fényfrekvencia. Egy foton energiája pontosan megfelel az azt kibocsátó atom vagy más rendszer diszkrét energiaszintjei közti átmenetnek; a foton elnyelése a fordítottját jelenti. Einstein spontánkibocsátás szerint van stimulált kibocsátás is; ezen az elven alapul a lézer. A mézer és a lézer feltalálása azonban populációinverzión alapuló módszeren alapult.
A statisztikai mechanika fontos a kvantumoptikai fogalmak megértéséhez: a fotonok létrejöttét és megszűntét mezőoperátorok – a kvantum-elektrodinamika – írják le.

## Fordítás
- Ez a szócikk részben vagy egészben  a   Quantum optics című angol Wikipédia-szócikk ezen változatának fordításán alapul.  Az eredeti cikk szerkesztőit annak laptörténete sorolja fel. Ez a jelzés csupán a megfogalmazás eredetét és a szerzői jogokat jelzi, nem szolgál a cikkben szereplő információk forrásmegjelöléseként.
- Ez a szócikk részben vagy egészben  a   Quantenoptik című német Wikipédia-szócikk ezen változatának fordításán alapul.  Az eredeti cikk szerkesztőit annak laptörténete sorolja fel. Ez a jelzés csupán a megfogalmazás eredetét és a szerzői jogokat jelzi, nem szolgál a cikkben szereplő információk forrásmegjelöléseként.